# Big Bash League 2017/18
Die Big Bash League 2017/18 war die siebte Saison dieser australischen Twenty20-Cricket-Meisterschaft. Das Turnier fand vom 19. Dezember 2017 bis zum 4. Februar 2018 statt. Im Finale konnten sich die Adelaide Strikers gegen die Hobart Hurricanes mit 25 Runs durchsetzen.

## Franchises
Seit der Gründung der Liga nehmen acht Franchises an dem Turnier teil.
| Franchise           | Farbe          | Stadt     | Heimstadion               |
| ------------------- | -------------- | --------- | ------------------------- |
| Adelaide Strikers   | Blau           | Adelaide  | Adelaide Oval             |
| Brisbane Heat       | Türkis         | Brisbane  | The Gabba                 |
| Hobart Hurricanes   | Lila           | Hobart    | Bellerive Oval            |
| Melbourne Renegades | Rot            | Melbourne | Etihad Stadium            |
| Melbourne Stars     | Grün           | Melbourne | Melbourne Cricket Ground  |
| Perth Scorchers     | Orange         | Perth     | WACA Ground               |
| Sydney Sixers       | Pink           | Sydney    | Sydney Cricket Ground     |
| Sydney Thunder      | Electric Green | Sydney    | Sydney Showground Stadium |

## Format
Die acht Franchises spielen in einer Gruppe gegen jedes andere Team jeweils ein Mal sowie gegen ein weiteres Team ein weiteres Mal. Die ersten vier dieser Gruppe qualifizieren sich für die Playoffs, in denen im Halbfinale und Finale der Sieger ermittelt wird.

## Kaderlisten
Die Mannschaften hatten die folgenden Kader.
| Twenty20 | Twenty20 | Twenty20 | Twenty20 |
| Adelaide Strikers | Brisbane Heat | Hobart Hurricanes | Melbourne Renegades |
| --- | --- | --- | --- |
| - Colin Ingram (K) - Wes Agar - Alex Carey - Michael Cormack - Jonathon Dean - Daniel Drew - David Grant - Travis Head - Rashid Khan - Ben Laughlin - Jake Lehmann - Michael Neser - Liam O Connor - Peter Siddle - Billy Stanlake - Jake Weatherald - Jonathan Wells - Nick Winter                                | - Brendon McCullum (K) - Max Bryant - Joe Burns - Ben Cutting - Brendan Doggett - Jason Floros - Cameron Gannon - Sam Heazlett - Shadab Khan - Marnus Labuschagne - Josh Lalor - Chris Lynn - Jimmy Peirson - Jack Prestwidge - Matt Renshaw - Alex Ross - Yasir Shah - Mark Steketee - Mitchell Swepson - Cameron Valente                                                 | - George Bailey (K) - Jofra Archer - Cameron Boyce - Nathan Reardon - Daniel Christian - Alex Doolan - Hamish Kingston - Ben McDermott - Riley Meredith - Simon Milenko - Tymal Mills - Tim Paine - Sam Rainbird - Jake Reed - Clive Rose - Thomas Rogers - D Arcy Short - Aaron Summers - Matthew Wade                                                                      | - Brad Hodge (K) - Dwayne Bravo - Tom Cooper - Marcus Harris - Brad Hogg - Jon Holland - Tim Ludeman - Joe Mennie - Mohammad Nabi - Sunil Narine - James Pattinson - Kane Richardson - Matthew Short - Will Sutherland - Chris Tremain - Guy Walker - Beau Webster - Jack Wildermuth                            |
| Melbourne Stars | Perth Scorchers | Sydney Sixers | Sydney Thunder |
| - John Hastings (K) - Michael Beer - Scott Boland - Liam Bowe - Jackson Coleman - Ben Dunk - Daniel Fallins - James Faulkner - Seb Gotch - Evan Gulbis - Peter Handscomb - Sam Harper - Ben Hilfenhaus - Glenn Maxwell - Kevin Pietersen - Rob Quiney - Marcus Stoinis - Daniel Worrall - Luke Wright - Adam Zampa | - Adam Voges (K) - Ashton Agar - Cameron Bancroft - Jason Behrendorff - William Bosisto - Tim Bresnan - Hilton Cartwright - Nathan Coulter-Nile - Tim David - Cameron Green - Josh Inglis - Mitchell Johnson - Mitchell Marsh - Shaun Marsh - Hayden Morton - Matthew Kelly - Michael Klinger - James Muirhead - Joel Paris - Josh Philippe - Ashton Turner - Sam Whiteman | - Moises Henriques (K) - Sean Abbott - Sam Billings - Jackson Bird - Doug Bollinger - Johan Botha - Carlos Brathwaite - Soumil Chhibber - Harry Conway - Joe Denly - Ben Dwarshuis - Mickey Edwards - Daniel Hughes - Nick Larkin - Nathan Lyon - Nic Maddinson - Peter Nevill - Steve O’Keefe - Jason Roy - Daniel Sams - Jordan Silk - William Somerville - Henry Thornton | - Shane Watson (K) - Fawad Ahmed - Aiden Blizzard - Jake Doran - Andrew Fekete - Callum Ferguson - Ryan Gibson - Chris Green - Liam Hatcher - Usman Khawaja - Jay Lenton - Mitchell McClenaghan - Alister McDermott - Arjun Nair - Kurtis Patterson - Ben Rohrer - Gurinder Sandhu - James Vince - Kerrod White |

## Gruppenphase
Tabelle
| Teams               | Sp. | S | N | NR | P  | RR     |
| ------------------- | --- | - | - | -- | -- | ------ |
| Perth Scorchers     | 10  | 8 | 2 | 0  | 16 | +0.154 |
| Adelaide Strikers   | 10  | 7 | 3 | 0  | 14 | +0.801 |
| Melbourne Renegades | 10  | 6 | 4 | 0  | 12 | +0.297 |
| Hobart Hurricanes   | 10  | 5 | 5 | 0  | 10 | −0.291 |
| Sydney Sixers       | 10  | 4 | 6 | 0  | 8  | +0.331 |
| Sydney Thunder      | 10  | 4 | 6 | 0  | 8  | −0.039 |
| Brisbane Heat       | 10  | 4 | 6 | 0  | 8  | −0.437 |
| Melbourne Stars     | 10  | 2 | 8 | 0  | 4  | −0.926 |

Spiele
| 19. Dezember Scorecard | Sydney | Sydney Sixers 149-9 (20)             | – | Sydney Thunder 150-5 (20) |
|                        |        | Sydney Thunder gewinnt mit 5 Wickets |   |                           |

| 20. Dezember Scorecard | Brisbane | Brisbane Heat 206-7 (20)          | – | Melbourne Stars 191-6 (20) |
|                        |          | Brisbane Heat gewinnt mit 15 Runs |   |                            |

| 21. Dezember Scorecard | Hobart | Hobart Hurricanes 164-8 (20)              | – | Melbourne Renegades 165-3 (18.3) |
|                        |        | Melbourne Renegades gewinnt mit 7 Wickets |   |                                  |

| 22. Dezember Scorecard | Hobart | Adelaide Strikers 163-6 (20)          | – | Sydney Thunder 110 (17.4) |
|                        |        | Adelaide Strikers gewinnt mit 53 Runs |   |                           |

| 23. Dezember Scorecard | Sydney | Sydney Sixers 132 (18.4)              | – | Perth Scorchers 136-4 (18.1) |
|                        |        | Perth Scorchers gewinnt mit 6 Wickets |   |                              |

| 23. Dezember Scorecard | Melbourne (DS) | Brisbane Heat 132-8 (20)                  | – | Melbourne Renegades 137-3 (18.4) |
|                        |                | Melbourne Renegades gewinnt mit 7 Wickets |   |                                  |

| 26. Dezember Scorecard | Perth | Perth Scorchers 142-6 (20)          | – | Melbourne Stars 129-8 (20) |
|                        |       | Perth Scorchers gewinnt mit 13 Runs |   |                            |

| 27. Dezember Scorecard | Brisbane | Sydney Thunder 149-4 (17/17)                     | – | Brisbane Heat 153-4 (17/17) |
|                        |          | Brisbane Heat gewinnt mit 6 Wickets (D/L method) |   |                             |

| 28. Dezember Scorecard | Sydney | Adelaide Strikers 167-3 (20)         | – | Sydney Sixers 161-8 (20) |
|                        |        | Adelaide Strikers gewinnt mit 6 Runs |   |                          |

| 29. Dezember Scorecard | Melbourne (DS) | Melbourne Renegades 130-9 (20)        | – | Perth Scorchers 133-7 (19) |
|                        |                | Perth Scorchers gewinnt mit 3 Wickets |   |                            |

| 30. Dezember Scorecard | Launceston | Sydney Thunder 166-5 (20)          | – | Hobart Hurricanes 109 (19.3) |
|                        |            | Sydney Thunder gewinnt mit 57 Runs |   |                              |

| 31. Dezember Scorecard | Adelaide | Adelaide Strikers 147-7 (20)          | – | Brisbane Heat 91 (16.2) |
|                        |          | Adelaide Strikers gewinnt mit 56 Runs |   |                         |

| 1. Januar Scorecard | Sydney | Hobart Hurricanes 189-3 (20)         | – | Sydney Thunder 180-8 (20) |
|                     |        | Hobart Hurricanes gewinnt mit 9 Runs |   |                           |

| 1. Januar Scorecard | Perth | Sydney Sixers 167-4 (20)              | – | Perth Scorchers 170-4 (19.1) |
|                     |       | Perth Scorchers gewinnt mit 6 Wickets |   |                              |

| 2. Januar Scorecard | Melbourne | Melbourne Stars 141-7 (20)          | – | Brisbane Heat 144-1 (14.4) |
|                     |           | Brisbane Heat gewinnt mit 9 Wickets |   |                            |

| 3. Januar Scorecard | Geelong | Sydney Sixers 111-8 (20)                  | – | Melbourne Renegades 112-2 (15.3) |
|                     |         | Melbourne Renegades gewinnt mit 8 Wickets |   |                                  |

| 4. Januar Scorecard | Hobart | Hobart Hurricanes 183-5 (20)         | – | Adelaide Strikers 176-6 (20) |
|                     |        | Hobart Hurricanes gewinnt mit 7 Runs |   |                              |

| 5. Januar Scorecard | Brisbane | Brisbane Heat 191-6 (20)          | – | Perth Scorchers 142 (19) |
|                     |          | Brisbane Heat gewinnt mit 49 Runs |   |                          |

| 6. Januar Scorecard | Melbourne | Melbourne Stars 157-4 (20)                | – | Melbourne Renegades 159-4 (17.5) |
|                     |           | Melbourne Renegades gewinnt mit 6 Wickets |   |                                  |

| 7. Januar Scorecard | Sydney | Adelaide Strikers 158-7 (20)          | – | Sydney Thunder 133-9 (20) |
|                     |        | Adelaide Strikers gewinnt mit 25 Runs |   |                           |

| 8. Januar Scorecard | Hobart | Hobart Hurricanes 170-6 (20)         | – | Sydney Sixers 165-4 (20) |
|                     |        | Hobart Hurricanes gewinnt mit 5 Runs |   |                          |

| 8. Januar Scorecard | Perth | Melbourne Renegades 185-3 (20)        | – | Perth Scorchers 186-5 (19.5) |
|                     |       | Perth Scorchers gewinnt mit 5 Wickets |   |                              |

| 9. Januar Scorecard | Adelaide | Melbourne Stars 151-6 (20)              | – | Adelaide Strikers 152-2 (18.4) |
|                     |          | Adelaide Strikers gewinnt mit 8 Wickets |   |                                |

| 10. Januar Scorecard | Brisbane | Hobart Hurricanes 179-4 (20)         | – | Brisbane Heat 176-8 (20) |
|                      |          | Hobart Hurricanes gewinnt mit 3 Runs |   |                          |

| 11. Januar Scorecard | Sydney | Sydney Thunder 175-4 (20)         | – | Perth Scorchers 172-4 (20) |
|                      |        | Sydney Thunder gewinnt mit 3 Runs |   |                            |

| 12. Januar Scorecard | Melbourne (DS) | Melbourne Stars 167-4 (20)          | – | Melbourne Renegades 144-9 (20) |
|                      |                | Melbourne Stars gewinnt mit 23 Runs |   |                                |

| 13. Januar Scorecard | Alice Springs | Adelaide Strikers 112 (19.2)          | – | Perth Scorchers 114-4 (18.2) |
|                      |               | Perth Scorchers gewinnt mit 6 Wickets |   |                              |

| 13. Januar Scorecard | Sydney | Sydney Thunder 156-6 (20)           | – | Sydney Sixers 157-2 (20) |
|                      |        | Sydney Sixers gewinnt mit 8 Wickets |   |                          |

| 15. Januar Scorecard | Hobart | Brisbane Heat 165-8 (20)                | – | Hobart Hurricanes 166-4 (18.2) |
|                      |        | Hobart Hurricanes gewinnt mit 6 Wickets |   |                                |

| 16. Januar Scorecard | Melbourne | Melbourne Stars 128-7 (20)          | – | Sydney Sixers 129-2 (15.1) |
|                      |           | Sydney Sixers gewinnt mit 8 Wickets |   |                            |

| 17. Januar Scorecard | Adelaide | Adelaide Strikers 187-4 (20)          | – | Hobart Hurricanes 176-4 (20) |
|                      |          | Adelaide Strikers gewinnt mit 11 Runs |   |                              |

| 18. Januar Scorecard | Sydney | Brisbane Heat 73 (16.4)             | – | Sydney Sixers 74-1 (10) |
|                      |        | Sydney Sixers gewinnt mit 9 Wickets |   |                         |

| 20. Januar Scorecard | Melbourne | Melbourne Stars 147-6 (20)           | – | Sydney Thunder 149-3 (16.1) |
|                      |           | Sydney Thunder gewinnt mit 7 Wickets |   |                             |

| 20. Januar Scorecard | Perth | Hobart Hurricanes 167-5 (20)          | – | Perth Scorchers 168-5 (19.2) |
|                      |       | Perth Scorchers gewinnt mit 5 Wickets |   |                              |

| 22. Januar Scorecard | Melbourne (DS) | Adelaide Strikers 175-5 (20)          | – | Melbourne Renegades 147-7 (20) |
|                      |                | Adelaide Strikers gewinnt mit 26 Runs |   |                                |

| 23. Januar Scorecard | Sydney | Melbourne Stars 189-5 (20)          | – | Sydney Sixers 190-5 (17.3) |
|                      |        | Sydney Sixers gewinnt mit 5 Wickets |   |                            |

| 24. Januar Scorecard | Canberra | Melbourne Renegades 189-6 (20)         | – | Sydney Thunder 180 (20) |
|                      |          | Melbourne Renegades gewinnt mit 9 Runs |   |                         |

| 25. Januar Scorecard | Perth | Adelaide Strikers 137-6 (20)          | – | Perth Scorchers 141-6 (19.3) |
|                      |       | Perth Scorchers gewinnt mit 4 Wickets |   |                              |

| 27. Januar Scorecard | Melbourne | Hobart Hurricanes 185-7 (20)          | – | Melbourne Stars 186-7 (19.1) |
|                      |           | Melbourne Stars gewinnt mit 3 Wickets |   |                              |

| 27. Januar Scorecard | Brisbane | Melbourne Renegades 187-3 (20)           | – | Brisbane Heat 161 (19.5) |
|                      |          | Melbourne Renegades gewinnen mit 26 Runs |   |                          |

## Endspiele

### Halbfinale
| 1. Februar Scorecard | Perth | Hobart Hurricanes 210-4 (20)          | – | Perth Scorchers 139 (17.5) |
|                      |       | Hobart Hurricanes gewinnt mit 71 Runs |   |                            |

| 2. Februar Scorecard | Adelaide | Adelaide Strikers 178-5 (20)        | – | Melbourne Renegades 177-4 (20) |
|                      |          | Adelaide Strikers gewinnt mit 1 Run |   |                                |

### Finale
| 4. Februar Scorecard | Adelaide | Adelaide Strikers 202-2 (20)          | – | Hobart Hurricanes 177-5 (20) |
|                      |          | Adelaide Strikers gewinnt mit 25 Runs |   |                              |